# Моисеенки-Заровные
Моисеенки-Заровные — малороссийский дворянский род, казацкого происхождения.
Потомки Моисея Заровного и его сына Евстратия Моисеенко, войскового товарища (1707).

## Описание герба
Щит: в красном поле меч и стрела в Андреевский крест, сопровождаемые сверху золотым опрокинутым полумесяцем и с боков двумя золотыми звёздами.
Информация о гербе была включена в «Сборник гербов Малороссийского дворянства, представленных в 1797—1800 годах в Малороссийское дворянское депутатское собрание».